# Масаи (плато)
Платото Масаи или степ Масаи е обширно плато в североизточната част на Танзания, простиращо се южно от масива Килиманджаро, западно от река Пангани и югоизточно от соленото езеро Еяси. На юг приблизително се простира до 6° ю.ш. Средната му надморска височина е около 1000 m, а отделни масиви достигат до 2000 m. Максималната височина е връх Мконга (2194 m). Платото е изградено от древни кристалинни скали. Климатът е субекваториален, през по-голямата част от годината сух, с летен максимум на валежите. Реките са маловодни, немногочислени и протичат само по периферията нму – Пангани на изток, Сение на север, Тарангире на северозапад. Преобладават тревисто-храстовите савани (т.н. степ Масаи), развити върху червено-кафяви почви. Местното население, масаите, се занимава предимно с пастбищно животновъдство, а в последните години и с обслужване на все повечето туристи, посещаващи района.